# Cynthia Ishoy
Cynthia Margaret Neale-Ishoy (conocida como Cindy Ishoy; Edmonton, 19 de junio de 1952) es una jinete canadiense que compitió en la modalidad de doma.
Participó en cuatro Juegos Olímpicos de Verano, entre los años 1972 y 2004, obteniendo una medalla de bronce en Seúl 1988, en la prueba por equipos (junto con Eva-Maria Pracht, Gina Smith y Ashley Nicoll), y el sexto lugar en Múnich 1972, en la misma prueba.
Ganó una medalla de oro en los Juegos Panamericanos de 1971, en la prueba por equipos.

## Palmarés internacional
| Juegos Olímpicos     | Juegos Olímpicos     | Juegos Olímpicos  | Juegos Olímpicos |
| Año                  | Lugar                | Medalla           | Categoría        |
| -------------------- | -------------------- | ----------------- | ---------------- |
| 1988                 | Seúl (Corea del Sur) | Medalla de bronce | Por equipos      |
| Juegos Panamericanos |                      |                   |                  |
| Año                  | Lugar                | Medalla           | Categoría        |
| 1971                 | Cali (Colombia)      | Medalla de oro    | Por equipos      |